# Life After Beth
 (juin 2015).
Si vous disposez d'ouvrages ou d'articles de référence ou si vous connaissez des sites web de qualité traitant du thème abordé ici, merci de compléter l'article en donnant les références utiles à sa vérifiabilité et en les liant à la section « Notes et références ».
Pour plus de détails, voir Fiche technique et Distribution.
Life After Beth est un film américain réalisé par Jeff Baena, sorti en 2014.

## Synopsis
Dévasté par le décès brutal de Beth, sa petite amie, Zach décide de ne pas laisser passer sa seconde chance lorsque sa bien-aimée revient d'entre les morts. Mais Beth devient de plus en plus bizarre et il ne sait pas que ses problèmes ne font que commencer. En effet, il semblerait que Beth ne soit pas la seule à être revenue à la vie...

## Fiche technique
- Titre : Life After Beth
- Réalisation : Jeff Baena
- Scénario : Jeff Baena
- Musique : Black Rebel Motorcycle Club
- Photographie : Jay Hunter
- Montage : Colin Patton
- Production : Liz Destro et Michael Zakin
- Société de production : Abbolita Productions, American Zoetrope, Destro Films et StarStream Media
- Société de distribution : A24 (États-Unis)
- Pays :  États-Unis
- Genre : Comédie horrifique, comédie romantique et fantastique
- Durée : 89 minutes
- Dates de sortie : 
  - États-Unis : 15 juillet 2014
  - France : 15 juillet 2014

## Distribution
- Dane DeHaan (VF : Gauthier Battoue) : Zach Orfman
- Aubrey Plaza (VF : Alice Taurand) :  Bethany dite Beth Slocum
- John C. Reilly (VF : Michel Dodane) : Maury Slocum
- Molly Shannon (VF : Danièle Douet) : Geenie Slocum
- Cheryl Hines (VF : Virginie Ledieu) : Judy Orfman
- Paul Reiser (VF : Philippe Vincent) : Noah Orfman
- Matthew Gray Gubler (VF : Taric Mehani) : Kyle Orfman
- Anna Kendrick (VF : Karine Foviau) : Erica Wexler
- Paul Weitz : M. Levin
- Alia Shawkat : Roz
- Adam Pally : le sommelier
- Jim O'Heir : Chip, le facteur
- Garry Marshall (VF : Michel Bedetti) : Grand-père Orfman
- Thomas McDonell : Dan
- Rob Delaney : le présentateur des informations

 Source et légende : version française (VF) sur RS Doublage et carton du doublage français.